# Narodowy Legion
Narodowy Legion (sł. Narodna Legija) – ochotnicza kolaboracyjna formacja zbrojna złożona ze Słoweńców podczas II wojny światowej.
Powstał latem 1943 r. w Lublanie. Liczył kilkaset członków. Jednym z głównych jego założycieli był prof. Anton Krošl. Wywodził się z tajnej organizacji paramilitarnej Pobratim, która od lata 1941 r. działała na obszarze okupowanej Słowenii zarówno przeciwko Niemcom i Włochom, jak też komunistom. Organem prasowym Legionu było pismo „Pobratim”. Wszedł w skład Ochotniczej Milicji Antykomunistycznej, podległej włoskim władzom okupacyjnym. Po ogłoszeniu przez Włochy zawieszenia broni 8 września i wyjściu z wojny, Legion podjął samodzielną działalność. W ostatnich dniach wojny Legion miał współtworzyć wraz z innymi słoweńskimi formacjami zbrojnymi Słoweńską Armię Narodową, ale z powodu kapitulacji Niemiec 8/9 maja 1945 r. nigdy do tego nie doszło.